# Złota Woda (województwo świętokrzyskie)
Złota Woda – wieś w Polsce położona w województwie świętokrzyskim, w powiecie kieleckim, w gminie Łagów.
| SIMC    | Nazwa  | Rodzaj     |
| ------- | ------ | ---------- |
| 0248266 | Łazy   | kolonia    |
| 0248272 | Zaręby | przysiółek |

W latach 1975–1998 miejscowość administracyjnie należała do województwa kieleckiego.
W latach 30. XX w. we wsi znajdował się przystanek końcowy kolejki z Kielc.
Przez wieś przechodzi  zielony szlak rowerowy do Łagowa.